# Paraclius solivagus
Paraclius solivagus är en tvåvingeart som beskrevs av Lamb 1922. Paraclius solivagus ingår i släktet Paraclius och familjen styltflugor.
Artens utbredningsområde är Seychellerna. Inga underarter finns listade i Catalogue of Life.